# 曹操与张绣的战争
宛城之戰是东汉末年曹操与张绣之间的一场战争。结果是张绣投降曹操。

## 背景
建安元年（196年），军阀曹操率军进入旧都城洛阳废墟，遇到了自从中平六年（189年）登基后就先后被董卓、李傕、郭汜挟持的汉朝傀儡皇帝汉献帝。初平三年（192年）董卓死后，献帝被李傕、郭汜挟持，兴平二年（195年）末才勉强逃离长安。曹操尊奉皇帝，将他从洛阳迎到自己在许县（今河南许昌）的根据地，许县成为新的都城。
同时，尤其是在献帝出逃后，李傕、郭汜在长安和关中地区的权力集团开始减弱和破裂。李傕、郭汜的前盟友张济率所部出关中进入军阀刘表管下的荆州。在试图在荆州建立据点时，张济攻打穰县，中流矢而死。刘表没有报复张济所部，与张济的从子和继承人建忠将军张绣讲和，接纳张绣部众，让张绣屯驻在荆州北部的宛城。

## 宛城之战
建安二年（197年）正月，曹操率军攻张绣。到淯水，张绣没有战斗就全军投降。曹操很高兴，为张绣及其将帅设酒宴。席间，曹操敬酒，所部校尉典韦在他身后护卫，手持刃长一尺的大斧。曹操敬酒时，张绣及其将帅不敢仰视。
曹操接受张绣投降后，在宛城停留十余天。期间他被张济遗孀吸引，纳为妾室。张绣感到愤怒和羞辱，图谋报复曹操。曹操得知张绣不悦，计划杀之。
先前，张绣谋士贾诩建议张绣向曹操请求驻军在曹操营附近的高处。张绣从其计，向曹操请求：“我军车少而重，可以让军队披甲吗？”曹操不疑，都同意了。
当时张绣有一亲近者胡车儿，勇冠军中。曹操爱其骁健，亲手给他一些金子。张绣已经知道曹操想杀自己，更怀疑曹操想行贿胡车儿这样的左右刺杀自己，于是先发制人突袭曹操营。
张绣进攻时，已将军队部署在曹操营附近，曹操完全猝不及防，其军遭惨败。曹操除了撤退外别无选择，只有一小部分轻骑在身边。典韦率十余人留在营门掩护曹操撤退，全都被张绣军所杀。曹操逃跑时所骑的绝影马被流矢射中，曹操因而被掀落，脸、脚受伤，自己右臂也中箭。曹操长子曹昂把马给曹操让他逃跑。其后曹昂和曹操侄曹安民都被张绣军所杀。

## 舞阴之战
随着曹操及其余部退到舞阴县，张绣军继续沿途攻击他们。曹操部下只有平虏校尉于禁率所部有序地撤向舞阴，虽然遭遇伤亡，所部也没有离散。张绣攻势稍缓，于禁整顿军队，鸣鼓回到舞阴县。
于禁还未到，得知曹操军由原黄巾军组成的精锐部队青州兵于路趁乱劫掠。于禁率军攻打青州兵，并惩罚犯罪的青州兵士兵。一些青州兵逃去曹操处反诬于禁。于禁到舞阴县，没有立即去见曹操自辩，而是先在曹操营周围安下营寨，他知道曹操聪明不会信青州兵所说，他不急着自辩，且他认为加强战备以防张绣再攻更重要。果然如于禁所料，曹操褒奖了他，录其前后战功，封他为益寿亭侯。
曹操在舞阴县重整余部。张绣率骑兵到舞阴县，被曹操击破，退到穰县会合刘表。曹操得知典韦死讯，落泪，取回典韦尸体，葬于襄邑县。随后回到许都。
曹操敗於張繡後，袁紹變得越來越驕橫，寫信給曹操時，言辭狂傲又無禮。身为曹昂养母的曹操正妻丁夫人常对曹操說：「你殺了我兒子，都不曾想念他！」經常大哭，不理會曹操，曹操不得已和她離婚。

## 叶县、湖阳、舞阴之战
曹操离开舞阴县后，南阳郡、章陵郡治下诸县多叛归张绣。曹操派从弟曹洪率军攻打、收复之，被张绣、刘表军所败，只得退屯叶县。张绣、刘表军数次攻打叶县的曹洪，不能克。
十月，曹操攻张绣，亲率军到宛城。在淯水岸边，他纪念先前对张绣作战阵亡的将士，期间哭得感动了在场众人。
刘表派将领邓济率军据湖阳县。曹操率军攻破湖阳，生擒邓济。继而又攻克舞阴县。

## 穰城之战
建安三年（198年）正月，曹操回到许都。三月，尚书荀攸劝曹操：“张绣与刘表联合，互为犄角之势，但是张绣人马靠刘表供给，时间一久，刘表力不能支，必然与张绣分裂。我不如缓兵以待其变；若急切进攻，刘表必拼死相救，我军不易取胜。那时就会形成进退维谷之势。”曹操不听，又率于禁、陷陈都尉乐进等围攻张绣于穰城。五月，刘表果然派援军助张绣，断绝曹操军后路。
当时，曹操得知敌对军阀袁绍谋士田丰建议袁绍趁曹操不在许都，袭击都城，迎献帝到自己的根据地邺城。曹操赶紧解穰县之围，准备回许都。但张绣来截击，他撤军受阻，就命军队连营撤退，防备敌军进攻。曹操写信给留守许都的谋士荀彧：“就是贼来追我，日行数里，我也有办法对付他们。等我到了安众，一定击破张绣。”当曹操到安众县，张绣、刘表军占据前后要地，曹操军前后受敌。曹操命军队趁夜秘密挖地道运回辎重，自己设下伏兵。
天亮后，张绣得知曹操军营空了，以为曹操已经逃跑，于是想率军追杀。但贾诩警告他不要追杀，且预言其若追杀必败。张绣没听从而进军。曹操从弟曹仁以议郎督骑，随征旁县，俘虏其男女三千余人；曹操被追杀士卒丧气之际，曹仁率将士奋战，曹操壮之，于是击退张绣骑兵进攻。屯汝南西界的振威中郎将李通率兵乘夜拜见曹操，曹操得以复战，李通为先登，果然如贾诩所料，张绣被曹操伏击后大败而还。曹操拜李通为裨将军，封建功侯。张绣败回后，贾诩又建议他再攻曹操，且预言这次必胜。张绣说：“我上次没听公的话，致有此败。我已经败了，怎能再追？”贾诩答：“兵势有变，赶紧再攻，必胜。”张绣信了，收集散卒再追曹操，果然胜了。
战后，张绣问贾诩：“我张绣以精兵追杀曹操正在撤退的军队，公说必败；我以败军攻打他得胜的军队，公却说必胜。公的预言看起来与预期相反却都应验了，为什么呢？”贾诩答：“这很容易理解。将军虽然善于用兵却不是曹公的对手。曹公撤军时肯定亲自断后，即使您的军队精锐，曹操作为主将也比您优秀，他的军队也和您的一样精锐。所以我知道必败。曹公攻打将军并无失策，也没尽力就退了，必是因为国内有变。他已经打败将军，肯定轻军速回，即使留下诸将断后，曹操诸将虽然勇敢却不是将军的对手，所以即使用败军与之作战我也知道必胜。”张绣服气。
七月，曹操回到许都。荀彧问曹操写信之际如何得知必可败张绣，曹操答：“敌军想阻拦我军撤退，迫使我军在死地作战，我因此知道必胜了。”
都尉许褚从征张绣，先登，斩首万计，迁校尉。
割据徐州的吕布原本已经和曹操结盟，这时候也和割据九江郡的袁术联合，袭击刘备驻守的沛国，并打败曹操派去救援的夏侯惇，攻占沛国。曹操计划亲征吕布，诸将担心刘表、张绣在后，荀攸指出刘表、张绣新败不敢动，应该趁吕布尚未收拢人心将其击破。最后曹操亲征消灭吕布。

## 张绣投降
建安四年（199年），曹操、袁绍即将进行官渡之战之际，袁绍派使者去见张绣，建议结盟对抗曹操。张绣想同意，但贾诩告诉袁绍使者：“回去谢绝袁本初：‘你连弟弟（袁术）都容不下，怎么容天下国士？’”
张绣惊惧：“何至于此！”秘密问贾诩：“这样我们应当如何？”贾诩答：“不如从曹公。”张绣说：“袁强曹弱，我又与曹操为仇，从曹会如何？”贾诩答：“这就是应该从曹的原因。曹公奉天子令天下，这是第一个原因。袁绍强盛，您人少，即使从袁，袁绍不会重视您。曹操军队较少，得到我军必喜，这是第二个原因。有霸王之志者，肯定会放弃私怨，以在四海之内彰显自己的明德，这是第三个原因。希望将军不要再怀疑了。”张绣听了，率军归顺曹操。
十一月，张绣率众投降曹操。张绣到后，曹操握住他的手，为他设宴，封他为列侯，拜扬武将军，为儿子曹均娶张绣的女儿。在官渡之战中，张绣为曹军力战，升迁为破羌将军。

## 民间艺术

### 京劇
川劇、桂劇有《徵宛城》，粵劇有《曹操下宛城》，漢劇、徽劇、豫劇、秦腔、同州梆子、河北梆子都有《戰宛城》。

### 三國演義
張濟遗孀《三國演義》作鄒氏，曹操每天都和鄒氏取樂，沒有想過要回許都。
張繡與曹操作戰前，張繡因畏懼典韋勇猛，於是和胡車兒商議，胡車兒獻計並將典韋灌醉，偷走典韋的雙戟。

### 流行文化
在光荣游戏《真·三國無雙系列》中为可玩阶段，为典韦故事模式的亮点。如玩家没扮演典韦，典韦将在此阶段最后亮相，在随后的阶段中不再出现。在《真·三國無雙6》中，曹操从城堡逃跑后与夏侯惇、许褚攻打张绣，最终获得贾诩。如张绣被曹操打败，则不详他是被曹操所杀或从战斗中撤离。

## 評論
- 蔡東藩：乃宛城既下，遽為一孀婦所迷，流連忘返，幾至身死繡手，坐隳前功。《後漢演義·第七十五回》

## 外部連結
- 《中國京劇系考》 （页面存档备份，存于）
- 《京劇劇目考略》 （页面存档备份，存于）